# Ophioglossum indicum
Ophioglossum indicum là một loài dương xỉ trong họ Ophioglossaceae. Loài này được B.L.Yadav & H.K.Goswami mô tả khoa học đầu tiên năm 2010.
Danh pháp khoa học của loài này chưa được làm sáng tỏ. 